# Програмни диалекти
Програмен диалект е диалект на програмен език, това е относително малка вариация или разширение на този език, която не променя неговата вътрешна същност. При езици като Scheme и Forth, стандартите могат да бъдат смятани за недостатъчни, неадекватни и дори незаконни от прилагащите ги, така че те често променят и изменят стандарта, правейки нов диалект. В други случаи диалектът е създаван, за да може да се използва като предметно-ориентиран програмен език, често подклас. В случая с Лисп, повечето езици, които използват основен S-изразен синтаксис и подобна на Лисп семантика са смятани за диалекти на Лисп, макар че те могат сериозно да варират, като например Bigloo Scheme и newLISP. Тъй като е обичайно за един език да има няколко диалекта, може да е доста трудно за неопитния програмист да намери правилната документация. Например BASIC има множество диалекти.